# Constanze Mozartová
Constanze Mozartová (roz. Weberová) (5. ledna 1762 Zell im Wiesental – 6. března 1842 Salcburk) byla manželka hudebního skladatele Wolfganga Amadea Mozarta.

## Životopis

### Mládí

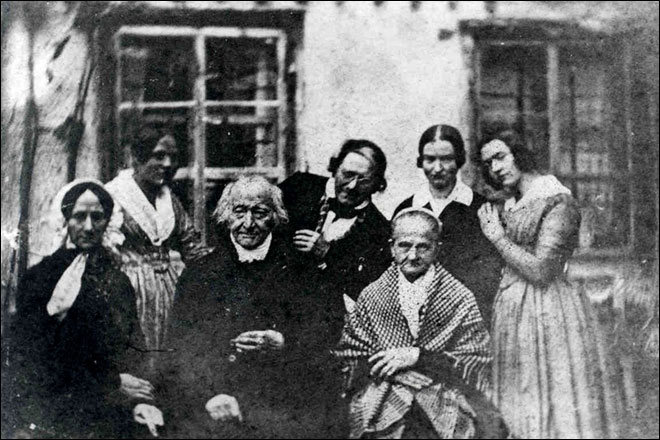
Údajná daguerrotypie Constanze Mozartové (1840) první zleva v černém, ve věku 78 let

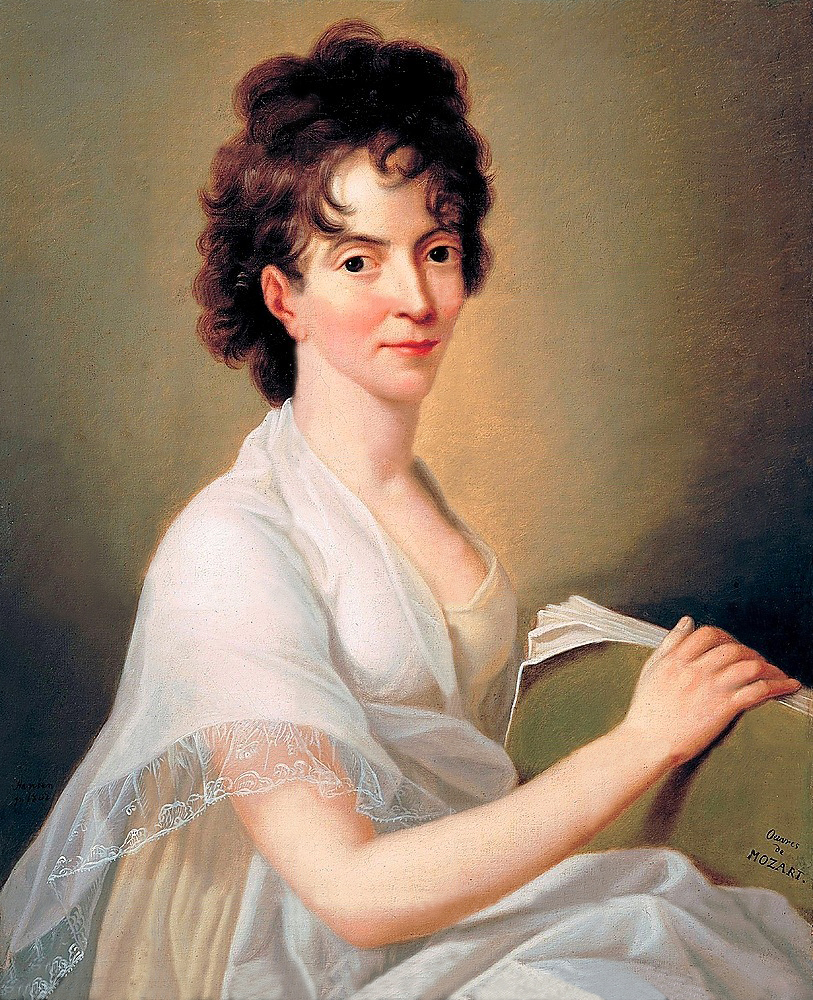
Constanze Mozart (1802)

Narodila se v Zell im Wiesental. Její matka byla Cäcilia Weberová, rozená Stammová. Její otec Fridolin Weber pracoval jako kontrabasista a jeho nevlastní bratr byl otcem známého skladatele Carla Marii von Webera. Constanze měla dvě starší sestry, Josefinu a Aloysii a jednu mladší sestru jménem Sophia. Všechny se od mládí učily zpívat, ale jen Josefině a Aloysii se podařilo pokračovat v pěvecké kariéře. Hrály později v premiérách několika Mozartových skladeb.
Během času Constanziny výchovy žila rodina v matčině rodném městě Mannheimu, důležitém hudebním centru té doby. Jedenadvacetiletý Mozart navštívil město v roce 1777 při Evropském turné, když zde chtěl získat práci. Cestoval se svou matkou a s rodinou Weberových si vytvořil blízký vztah. Nejdříve vzplál láskou, nikoliv však k patnáctileté Constanzi, ale k její sestře Aloysii. Zatímco byl Mozart v Paříži, Aloysia získala místo jako pěvkyně v Mnichově, kam se s doprovodem rodiny přestěhovala. Při Mozartově cestě zpět do Mnichova ho Aloysia odmítla. Měsíc poté, co se rodina přestěhovala do Vídně v roce 1779 díky Aloysiině kariérnímu vzestupu, jejich otec zemřel. V době, kdy se Mozart stěhoval do Vídně (v roce 1781), si Aloysia vzala Josepha Lange, který souhlasil, že matce pomůže s finančními záležitostmi, aby uživila rodinu po celý rok. Tehdy žili v druhém patře domu, který nesl název Zum Augen Gottes ("U Božího oka").

### Manželství s Mozartem
Při prvním příjezdu do Vídně dne 16. března 1781 Mozart pobýval v domě Řádu německých rytířů s pomocníky svého patrona arcibiskupa Colloreda. V květnu se rozhodl, že odejde k Weberovým, kde původně zamýšlel zůstat jen pár týdnů. Po několika dnech se Cäcilii Weberové zdálo, že se Mozart dvoří její dceři Constanze (v té době již devatenáctileté) a v zájmu slušnosti ho požádala, aby odešel a on tak učinil. Námluvy nepokračovaly úplně hladce. Z dochované korespondence Constanze a Amadea vyplývá, že se krátce rozešli v dubnu 1782, po žárlivé scéně, protože Constanzii dovolili jiného mladého muže, který ji měl dále vzdělávat v salonní hře. Mozart také čelil velmi obtížnému úkolu: dostat svolení svého otce Leopolda k sňatku.
Nakonec se Constanze nastěhovala k Wolfgangovi, který by ji mohl uvést v nemilost pro mravní zásady té doby. Wolfgang napsal otci dne 31. července 1782: „Všechny Vaše dobře míněné rady, co jste mi napsal, nedokáží vyřešit případ muže, který se s dívkou dostal tak daleko. Tato věc nesnese dále odkladu. To je vyloučeno.“ Heartz podotýká, že pravděpodobně Constanzina sestra Sophia se slzami v očích prohlásila, že její matka na ně pošle policii, pokud se Constanze nevrátí domů (pravděpodobně z bytu Mozartova).
Dne 4. srpna Mozart napsal baronu von Waldstätten dotaz, zda mají policisté právo za tímto účelem vniknout do domu. Dále psal: „Možná je to jen lest Madame Weber, aby svou dceru přiměla vrátit se zpět. Pokud ne, nevím, jestli není nejlepší vzít si Constanze zítra ráno, nebo pokud možno ještě dnes.“
Svatba se skutečně koná dne 4. srpna 1782. V manželské smlouvě Constanze získala darem od svého ženicha pět set zlatých, který později tento obnos přislíbil zvýšit na jeden tisíc zlatých. Dále měli manželé majetek společný. Den po sňatku dorazil dopis se souhlasem otce Leopolda. Pár měl šest dětí, z nichž čtyři nepřežily dětství.
- Raimund Leopold (17. června – 19. srpna 1783)
- Carl Thomas Mozart (21. září 1784 – 31. října 1858)
- Johann Leopold Thomas (18. října – 15. listopadu 1786)
- Terezie Constanzia Adelheid Friedericke Maria Anna (27. prosince 1787 – 29. června 1788)
- Anna Maria (25. prosince 1789)
- Franz Xaver Wolfgang Mozart (26. července 1791 – 29. července 1844)

### Po Mozartově smrti
Mozart zemřel v roce 1791 a zanechal po sobě četné dluhy a tím Constanze v obtížné situaci. V této chvíli se začaly uplatňovat Constanziny obchodní dovednosti: získala vdovský důchod od císaře, začala pořádat ziskové pamětní koncerty a pustila se do zveřejňování manželovy práce. Tyto snahy ji nakonec finančně docela dobře zajistily. Poslala syny Karla a Franze do Prahy, aby se vzdělávali u Franze Xavera Niemetscheka, se kterým sama spolupracovala na prvním Mozartově životopisu.

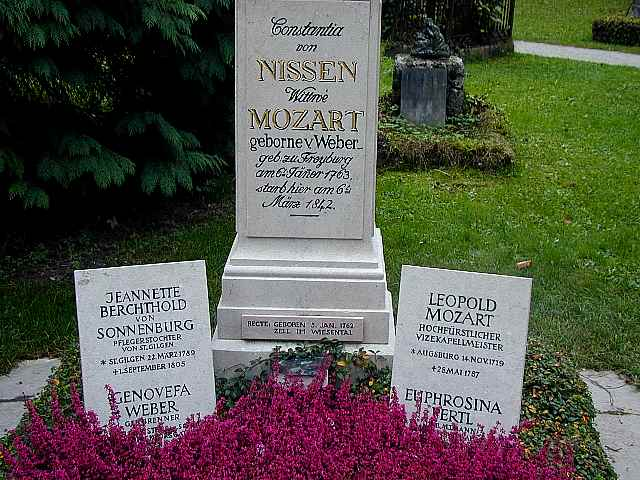
Její hrob v Salcburku ('Sebastiansfriedhof').

Ke konci roku 1797 se seznámila s Georgem Nikolausem von Nissenem, dánským diplomatem a spisovatelem, který byl zpočátku jejím nájemcem. Začali spolu žít v září 1798, a vzali se v roce 1809 v Prešpurku (dnešní Bratislavě). V letech 1810 až 1820 žili v Kodani a často cestovali po celé Evropě, zejména do Německa a Itálie. Nakonec se usadili v Salcburku v roce 1824. Oba pracovali na Mozartově biografii a Constanze ji nakonec publikovala v roce 1828, dva roky po smrti svého druhého manžela. V posledních letech žila v Salcburku, společnost jí dělaly její dvě sestry Aloysia a Sophia, také vdovy, které se k ní přestěhovaly.
Constanze Mozartová von Nissen zemřela v Salcburku dne 6. března 1842 a byla pohřbena po boku Leopolda a svého druhého manžela na hřbitově kostela sv. Sebastiana v Salcburku.

## Filmová postava
Její osoba se vyskytuje také jako filmová postava ve Formanově filmu Amadeus, kde ji hrála Elizabeth Berridge.